# Ampullimonas
Ampullimonas es un género de bacterias gramnegativas de la familia Alcaligenaceae. Actualmente sólo contiene una especie: Ampullimonas aquatilis. Fue descrito en el año 2016. Su etimología hace referencia a botella. El nombre de la especie hace referencia a acuática. Es aerobia y móvil. Tiene un tamaño de 1 μm de ancho por 1-2 μm de largo. Catalasa negativa y oxidasa positiva. Forma colonias no pigmentadas en agar R2A. Temperatura de crecimiento entre 15-35 °C, óptima de 30 °C. Tiene un contenido de G+C de 49,8%. Se ha aislado de agua mineral embotellada en Portugal. También se ha detectado en la microbiota de mosquitos.